# Anatoli Chrapaty
Anatoli Michailowitsch Chrapaty (* 20. Oktober 1962 in Wladimiromichailowka, Rajon Atbassar, Oblast Zelinograd; † 11. August 2008 in Arschaly, Kasachstan) war ein sowjetischer Gewichtheber und Olympiasieger.

## Karriere
Anatoli Chrapaty trainierte beim Armeesportklub in Zelinograd, dem heutigen Astana. Er trat zunächst in der Gewichtsklasse bis 82,5 Kilogramm (Leichtschwergewicht), später in höheren Klassen bis 105 Kilogramm (Schwergewicht) an. 1983 und 1986 wurde er sowjetischer Meister, 1985, 1986, 1987, 1989 und 1990 Weltmeister, 1993 und 1995 gewann er die Bronzemedaille.
Bei Europameisterschaften war Chrapaty 1986, 1987, 1989 und 1990 erfolgreich, 1984 und 1985 war er Drittplatzierter. Seinen größten Erfolg feierte er bei den Olympischen Sommerspielen 1988 in Seoul, wo er im Mittelschwergewicht den Titel erringen konnte. Für Kasachstan gewann er zudem 1996 im 1. Schwergewicht hinter Akakios Kachiasvilis die Silbermedaille. 1994 und 1998 gewann Chrapaty bei den Asienmeisterschaften Silber. Chrapaty stellte während seiner Karriere 5 Weltrekorde auf.
Am 11. August 2008 stieß Chrapaty, der mittlerweile als Armeeangestellter arbeitete, auf seinem Motorrad mit einem entgegenkommenden Fahrzeug zusammen und verunglückte tödlich. Er wurde 45 Jahre alt.

## Persönliche Bestleistungen
- Reißen: 187,5 kg in der Klasse bis 90 kg bei den Olympischen Spielen 1988 in Seoul
- Stoßen: 235,0 kg in der Klasse bis 90 kg 1988 in Cardiff
- Zweikampf: 417,5 kg (185,0/232,5 kg) in der Klasse bis 90 kg 1987 in Ostrava